# 578053 Jordillorca
578053 Jordillorca è un asteroide della fascia principale. Scoperto nel 2013, presenta un'orbita caratterizzata da un semiasse maggiore pari a 2,7537496 au e da un'eccentricità di 0,1376438, inclinata di 13,61378° rispetto all'eclittica.
L'asteroide è dedicato al chimico spagnolo Jordi Llorca Piqué.